# فناة
فَنَاة أو باريس (الاسم العلمي: Paris)، جنس نباتات مُزهرة من فصيلة زهور حزمية. وصفت من قبل لينيوس في عام 1753. تنتشر على نطاق واسع في جميع أنحاء أوروبا وآسيا، مع وجود كثيف للتنوع في الصين.